# Думитрешти (Вранча)
Думитрешти (рум. Dumitrești) насеље је у Румунији у округу Вранча у општини Думитрешти. Oпштина се налази на надморској висини од 292 m.

## Становништво
Према подацима из 2011. године у насељу је живело 758 становника.